# Nicola Cantalamessa Papotti
Nicola Cantalamessa Papotti, citato, a volte, semplicemente come Nicola Cantalamessa (Ascoli Piceno, 21 gennaio 1831 – Roma, 30 agosto 1910), è stato uno scultore italiano.

## Biografia
Nato ad Ascoli Piceno nel 1831, dopo gli studi iniziali nelle scuole della città natale e presso l'atelier di scultura dei fratelli Emidio e Giorgio Paci, ove ebbe modo di manifestare la sua predisposizione per l'arte, trasferitosi a Roma, Cantalamessa frequentò l'Accademia di San Luca e fu allievo dello scultore Pietro Tenerani, professore e poi presidente dell'Accademia e, nella stessa città in via Sistina, aprì nel 1853 un proprio studio di scultura. Nel 1877, come il suo maestro Tenerani, divenne accademico di San Luca.
Apprezzato ritrattista, lavorò presso la corte di Napoli, ove, per il re Ferdinando II realizzò l'opera Sant'Emidio che battezza Polisia, il suo primo successo, e poi negli Stati Uniti ove realizzò alcune opere funebri e partecipò anche alle esposizioni di Filadelfia (1876), Chicago (1893) e St. Louis (1904).
Altri suoi lavori: il bassorilievo Il sogno di Giuseppe, uno dei quattro del basamento ottagonale della colonna dedicata all'Immacolata Concezione, posta tra piazza di Spagna e piazza Mignanelli a Roma, il monumento funebre ai coniugi Massoni nella navata di sinistra della chiesa di San Francesco di Ascoli Piceno, l'altorilievo di Maria Turris Fortitudinis   posto sulla Torre Borgiana della Rocca di Subiaco, una delle Vittorie alate (sulla prima colonna trionfale a sinistra) del Vittoriano, ultima opera dello scultore.
Due gruppi scultorei di Cantalamessa, posti sulla facciata di Palazzo Koch, sede della Banca d'Italia in via Nazionale, furono rimossi nel 1931 per non pregiudicare la stabilità dell'edificio. I gruppi furono raffigurati sul verso dei tagli maggiori emessi dalla Banca .
Tra i suoi alunni si contano il pittore friulano Giulio Justolin (1866-1930) e Lorenzo Cozza (scultore) (1877-1965). Morì a Roma, a settantanove anni, nel 1910.